# Edward Lawrie Tatum

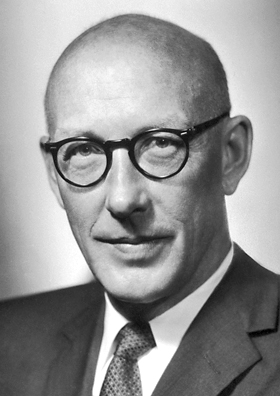
Edward Lawrie Tatum

Edward Lawrie Tatum (* 14. Dezember 1909 in Boulder, Colorado; † 5. November 1975 in New York City) war ein US-amerikanischer Genetiker.
Edward Lawrie Tatum, der Sohn des Professors für Pharmakologie Arthur Lawrie Tatum, besuchte das College an der University of Chicago, studierte dort und dann an der University of Wisconsin Mikrobiologe und Biochemie. In Wisconsin erhielt er 1934 seinen Ph. D. in Biochemie mit einer Arbeit über Ernährung und Stoffwechsel von Bakterien. Ab 1937 forschte er an der Stanford University (ab 1941 als Assistenzprofessor) und arbeitete hier mit dem Genetiker George Wells Beadle.
1941 konnte Tatum zusammen mit Beadle mit Hilfe des Schimmelpilzes Neurospora crassa Garrods Ein-Gen-ein-Enzym-Hypothese bestätigen.
Ab 1945 arbeitete er als Assistenzprofessor für Botanik und Mikrobiologie an der Yale University mit Joshua Lederberg zusammen und wies 1946 das Ereignis der Konjugation nach.
1948 kehrte er nach Stanford zurück und arbeitete dort als Professor für Biologie wieder mit Beadle zusammen. 1957 ging er an die Rockefeller University.
1958 erhielt er zusammen mit Beadle den Nobelpreis für Physiologie oder Medizin „für ihre Entdeckung, dass die Gene wirksam werden, indem sie bestimmte chemische Vorgänge regulieren“. Die andere Hälfte des Nobelpreises ging an seinen anderen Kollegen Lederberg. 1952 wurde Tatum in die National Academy of Sciences, 1957 in die American Philosophical Society und 1959 in die American Academy of Arts and Sciences gewählt.